# 增益規劃
增益規劃（gain scheduling）是控制論中的用語，是指用一系統的線性控制器控制非線性系統，設法在不同的系統工作點提供適當的控制。一般會在不同的工作點將系統線性化，再依各工作點選擇參數。增益規劃名稱中雖然有「增益」，不過實際調整的是包括增益在內的系統控制器參數。
增益規劃中會選用一個或多個可觀測的變數（稱為規劃變數）來判斷系統目前工作的條件，以及需要使用哪一個控制器。例如對如飛機的飛行控制系統會選用高度及馬赫數為規劃變數，配合這兩個變數的不同組合，線性控制器會選用不同的參數。變頻器的控制器常會以速度為規劃變數，針對高速和低速，規劃各自速度控制及位置控制的PID控制器增益。

## 增益规划方法的缺点
- 增益规划有個重大的缺点：在设计操作点外的操作条件，不一定可以获得足够的性能，甚至有些连稳定性都无法保证[1]。
- 多变量控制器的规划常常是乏味且费时的工作，尤其是在航空航天的控制中更是如此。在航空航天中，为了在更高的气动包线（英语：Flight envelope）上获得更好的性能，参数的改变十分巨大。
- 另一点很重要的是，選定的规划變數反映了在飛行條件變化時，飛行動力學上的變化，有可能利用增益规划將線性鲁棒控制的方法論整合到非線性控制設計中，不過設計過程不會明確的提到全域穩定性、鲁棒性以及其性能特性。

## 延伸閱讀
- Briat, Corentin. . Springer Verlag Heidelberg. 2015. ISBN 978-3-662-44049-0.
- (PDF).   [1 November 2012]. （原始内容存档 (PDF)于2014-01-07）.